# Корифени
Корифени (Coryphaena) — рід  променеперих риб з  монотипічної родини корифенових' (Coryphaenidae). Риби живуть в  Середземному морі, в  Атлантичному,  Тихому та  Індійському океанах.

## Опис
Довжина тіла корифен від 1,0 до 1,5 м. Тіло видовжене, стиснуте з боків, вкрите дрібною округлої форми лускою сріблясто-золотого кольору. Максимальна довжина великої корифени (Coryphaena hippurus) 2,10 м, максимальна вага 40 кг. Череп тупий і округлений. Довгий спинний плавник починається на голові і тягнеться по всій довжині тіла. У ньому від 48 до 65 м'яких променів. При швидкому плаванні черевні плавники можуть забиратися в ямки з боків. Хвостовий плавець у вигляді серпа. Корифени настільки популярні, що встигли отримати безліч назв — риба-дельфін, махи-махи, лампіга, золота макрель, дорадо. Останнє походить від іспанського виразу «dorado maverikos» — спостережливі іспанці помітили, що, вистрибуючи з води, риба часто змінює колір, і дали їй назву «золотий мандрівник». До недавнього часу цю рибу найчастіше називали рибою-дельфіном, але через її високу цінність серед гурманів, шеф-кухарі побоялися включати в меню страви, в назві яких згадується слово «дельфін», і згадали її гавайську назву — махи-махи (mahi-mahi, що в перекладі з гавайського означає «сильна»).

## Спосіб життя
Корифени — це хижі риби, в раціон яких входять краби, кальмари, скумбрія, летюча риба. Споживають також зоопланктон, який зустрічається під саргасовими водоростями. У пошуках їжі цілі зграї корифен збираються під плотами, спеціально розставленими промисловими суднами. Витягнута на палубу корифена переливається всіма кольорами веселки, змінюючи забарвлення від зеленої до золотистої кілька разів, перш ніж перед смертю стати повністю жовтою.

## Класифікація
Корифени — єдиний рід родини корифенових. Близькими за родом є причепові і кобієві риби.
У роді тільки два види:
- Coryphaena equiselis Linnaeus, 1758 мала корифена або малий дорадо[2]
- Coryphaena hippurus Linnaeus, 1758 велика корифена або золота макрель[2]

## Харчова цінність
М'ясо цієї риби відрізняється соковитістю і ніжністю, що вкрай незвично: жирність риби знаходиться на досить низькому рівні. Як правило, в кулінарних цілях її прийнято запікати або смажити, попередньо розрізавши на великі шматки. Цікаво, що моряки воліють рибу трохи замаринувати, а потім споживати її в практично сирому вигляді. Не тільки високо цінуються гастрономічні якості цієї риби, але і очевидна користь для людини. Це зумовлено наявністю в складі даної риби чималої кількості життєво важливих речовин. У м'ясі цієї риби міститься цілий мінеральний набір і вітамінний комплекс. Як стверджують фахівці, особливо корисна риба, яка живе в морській воді, оскільки її м'ясо багате мінеральними солями, від дефіциту яких страждає багато людей. До такої відноситься і риба махи-махи (корифена), тому її регулярне вживання суто позитивно впливає на стан людини загалом.